# Гохгайм-ам-Майн
Гохгайм-ам-Майн (нім. Hochheim am Main) — місто в Німеччині, знаходиться в землі Гессен. Підпорядковується адміністративному округу Дармштадт. Входить до складу району Майн-Таунус.
Площа — 19,43 км2. Населення становить 18 143 ос. (станом на 31 грудня 2020).